# Aeroporto de Juruti
O Aeroporto de Juruti (IATA: JRT, ICAO: SNRJ) é um aeródromo civil público brasileiro que atende á cidade de Juruti, na região do Baixo Amazonas no oeste do Estado do Pará. Está localizado nas proximidades da rodovia PA-257 a cerca de 4 km do centro da cidade. O aeródromo conta com voos comerciais regulares operados pela Azul Conecta, ligando diretamente Juruti ás cidades proximas como Itaituba, Oriximiná, Santarém e região.  Recebe também voos de empresas de táxi aéreo, voos particulares e de emergência em periodos diurno e noturno.

## Companhias aéreas e destinos
| Companhias aéreas | Destinos                                                              |
| ----------------- | --------------------------------------------------------------------- |
| Azul Conecta      | Itaituba, Porto Trombetas, Oriximiná, Monte Alegre, Óbidos e Santarém |

## Interdição
Em Setembro de 2016 a pista do aérodromo de Juruti foi interditada por determinação da Secretaria de Aviação Civil por falta de gestão. O aeródromo, estava aberto ao tráfego aéreo desde abril de 2007 e constava no cadastro de aeródromos civis públicos mantidos pela Agência Nacional de Aviação Civil (Anac), no entanto não havia orgão cuidando do espaço e o local foi fechado devido ao não cumprimento de normas do Plano Básico de Segurança.

### Reabertura
Após uma parceria entre o município e uma mineradora para a adequação do aeródromo às normas de segurança da aviação, O Aeródromo de Juruti, foi finalmente liberado às atividades de pousos e decolagens. De acordo com a administração municipal, a interdição casou uma série de problemas em diversos setores, prejudicando o transporte de dinheiro para os bancos, resgate emergencial de pacientes com problemas graves de saúde e tantos outros. Para resolver o problema, a prefeitura municipal de Juruti firmou parceria com a empresa Alcoa para adequar o aeródromo às regras da Anac.